# Jørgen Goul Andersen
Jørgen Goul Andersen (født 11. november 1953 i Skive) er en dansk professor ved Institut for Politik og Samfund ved Aalborg Universitet.
Goul Andersen blev cand.scient.pol. fra Aarhus Universitet i 1977 og blev samme år ansat som adjunkt ved universitetets Institut for Statskundskab. Han blev lektor samme sted 1984, og blev i 1995 professor ved Aalborg Universitet, hvor han har været koordinator af Centre for Comparative Welfare State Studies siden 1996.
Han har udgivet en lang række bøger, bl.a. bidrog han til Magtudredningen,
ligesom han har forfattet flere grundbøger i samfundsfag og statskundskab, eksempelvis Politik og samfund i forandring.
I 2021 var Andersen medforfatter til debatbogen Rige børn leger bedst - et portræt af det danske klassesamfund.